# Lesja
Lesja és un municipi situat al comtat d'Innlandet, Noruega. Té 2.055 habitants (2016) i té una superfície de 2,259 km². El centre administratiu del municipi és el poble homònim.
Lesja és molt muntanyós, i està situat en una conca d'est a oest, amb tot de llacs com el Lesjaskogsvatnet o el Gudbrandsdalslågen. De fet, el 82% de la superfície del municipi és a més de 900 metres sobre el nivell del mar, arribant les muntanyes més altes del nord-est per damunt dels 2.200 metres.
Les zones més poblades es troben entre els 500 i els 650 metres al llarg del llac Gudbrandsdalslågen i la carretera E136. Al llarg de la vall principal s'hi troben diverses granges d'estiu (Seter o Sæter). Les granges d'estiu eren de gran importància en l'economia del municipi fins fa relativament poc.
Més de 400 llacs estan situats dins el municipi, sobretot per sobre dels 1.000 metres. La truita noruega és comuna tant en els llacs com en els rius, i fins i tot n'hi ha en llacs de 1.500 metres d'altitud. El paisatge és muntanyós en general, i la seva formació es remunta durant l'últim període glacial, principalment per l'erosió.